# Eurhythma cataxia
Eurhythma cataxia là một loài bướm đêm trong họ Crambidae.